# Alucita pepperella
Alucita pepperella är en fjärilsart som beskrevs av Paul E. Whalley 1962. Alucita pepperella ingår i släktet Alucita och familjen mångfliksmott, (Alucitidae). Inga underarter finns listade i Catalogue of Life.